# Gamma Serpentis
Gamma Serpentis (γ Serpentis, förkortat Gamma Ser, γ Ser) som är stjärnans Bayerbeteckning, är en ensam stjärna belägen i den östra delen av stjärnbilden Ormen i den del av stjärnbilden som representerar "ormens huvud" (Serpens Caput). Den har en skenbar magnitud på 3,85 och är synlig för blotta ögat. Baserat på parallaxmätning inom Hipparcosuppdraget på ca 88,9 mas, beräknas den befinna sig på ett avstånd på ca 37 ljusår (ca 11 parsek) från solen.

## Nomenklatur
Gamma Serpentis ingick i den arabiska asterismen al-Nasaq al-Sha'āmī, "Norra linjen" av al-Nasaqān "De två linjerna" tillsammans med β Her (Kornephoros), γ Her (Hejian, Ho Keen) och β Ser (Chow).
Enligt stjärnkatalogen i Technical Memorandum 33-507 - A Reduced Star Catalog Containing 537 Named Stars, var al-Nasaq al-Sha'āmī eller Nasak Shamiya titeln för tre stjärnor: β Ser som Nasak Shamiya I, γ Ser som Nasak Shamiya II, γ Her som Nasak Shamiya III (utesluter β Her). Stjärnan gavs senare namnet Ainalhai, från arabiska عين الحية "Ayn al-Ḥayyah "ormens öga".

## Egenskaper
Gamma Serpentis är en gul till vit stjärna i huvudserien av spektralklass F6 V. Den har en massa som är omkring 30 procent större än solens massa, en radie som är ca 1,6 gånger större än solens och utsänder från dess fotosfär ca 3 gånger mera energi än solen vid en effektiv temperatur på ca 6 350 K. Baserat på dess massa kan den ha en konvektionszon i dess kärna.
Ibland är Gamma Serpentis listad som att ha två följeslagare av 10:e magnituden, men det mesta tyder på att dessa stjärnor enbart är optiska grannar.